# رن کانکان
رن کانکان (انگلیسی: Ren Cancan؛ زادهٔ ۲۶ آوریل ۱۹۸۶) بوکسور اهل چین است.